# Jardim Augusto Gil
O Jardim Augusto Gil, também conhecido como Jardim da Graça, é um jardim em Lisboa localizado no Largo da Graça, junto do Convento da Graça, no Bairro da Graça, freguesia de São Vicente. 

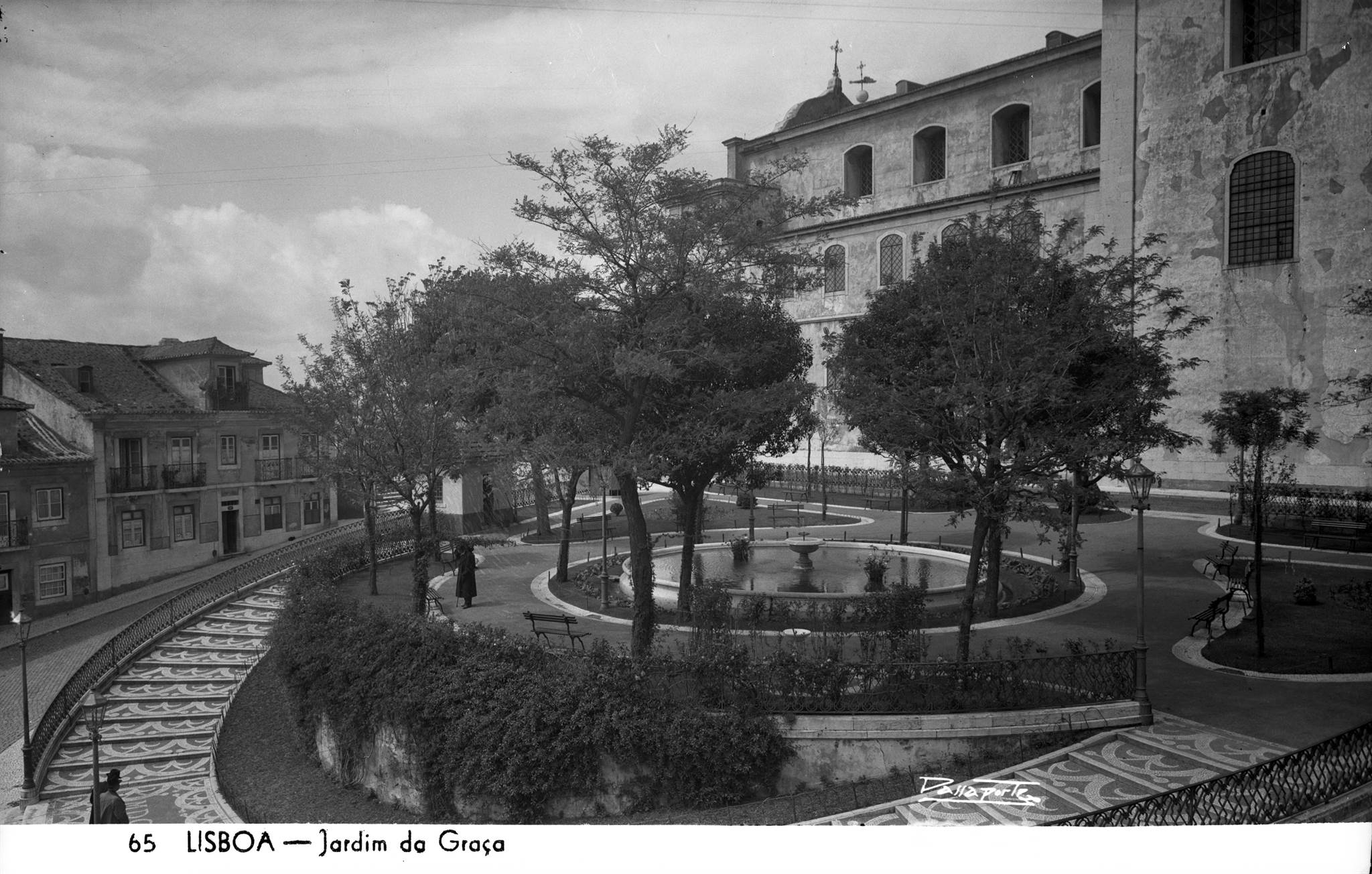
O jardim antigamente, António Passaporte

O modesto jardim, de pequenas dimensões, é a porta de entrada para o Miradouro Sophia de Mello Breyner Andresen, igualmente conhecido como Miradouro da Graça.

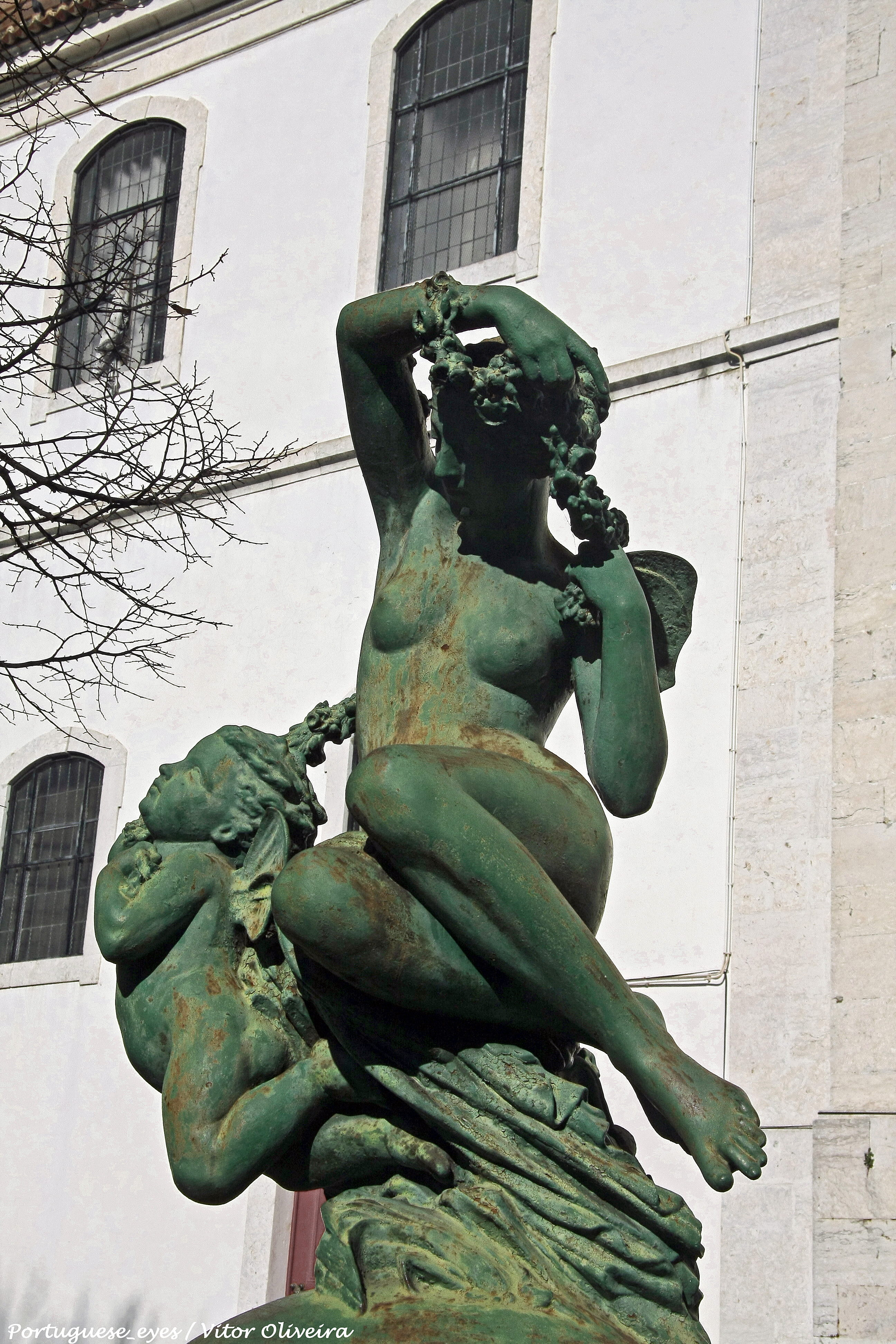
Mãe e Filho, autor desconhecido

É um pequeno jardim, consequência de três arruamentos que formam um triângulo entre si. Subindo a íngreme Calçada da Graça ou atravessando o Largo da Graça, encontra-se ao lado da Igreja da Graça. 
Todo o jardim cresce à volta do lago central, pontuado por algumas árvores, canteiros com flores e relva, e uma estátua figurativa, de bronze, intitulada Mãe e Filho, que evoca a relação maternal.

Possui ainda uma escadaria de acesso a sul, alguns bancos que apelam ao descanso e instalações sanitárias.